# 密花灯心草
密花灯心草（学名：Juncus glomeratus）是灯心草科灯心草属的植物，为中国的特有植物。分布在中国大陆的云南省等地，生长于海拔2,800米至3,600米的地区，多生长在山坡草地，目前尚未由人工引种栽培。